# 散文
散文（さんぶん）とは、小説や評論のように、5・7・5などの韻律や句法にとらわれずに書かれた文章のことである。狭義には、そのようにして書かれた文学。韻文の反意語。散文で書かれた詩のことは散文詩と言う。また、散文的という言葉は「味気なく、情趣が薄い」という意味で使われることもある。

## 歴史的背景
中国文学史上、六朝時代以降、韻文・駢文と区別する言葉として生まれ、韻律の制約を受けず、押韻や排偶を用いないことを特徴とする経書・史書なども含めた文章形式のことであった。これは中国では近代の新文化運動に至るまで文学と文章とを分ける考え方がなかったためである。ここでの「散」とは「束縛を受けない」という意味である。後代には文学上において詩歌以外の文学ジャンルを指す言葉になった。
一方、英語のプローズ（prose）は、ラテン語のプロルスス（prorsus、「まっすぐ」「平ら」の意）を語源とし、抑揚に富み、感情や感性を表現する詩に対して、事物の描写や羅列により平坦で陳腐な文章を指していた。

## 文学作品としての散文
『古事記』や『日本書紀』などの記紀、『源氏物語』などの恋愛小説、『枕草子』などの随筆は各々のジャンルの日本文学の散文の始祖である。

## 文章読本
近代以降、日本語で散文を書くための教科書、散文についての随筆として「文章読本」と呼ばれるものが多く書かれた。多くは作家・文芸評論家などの文学者によるもので、「優れた文学者が基本的な文章作法から小説の技法までを教える」というスタイルの啓蒙書とも言える。レポートの書き方など文章執筆のノウハウ本は、その後も数多く出版され続けている。
- 谷崎潤一郎『文章読本』
- 菊池寛『文章読本』
- 三島由紀夫 『文章読本』
- 丸谷才一 『文章読本』
- 川端康成 『文章読本』
- 吉行淳之介 『文章読本』
- 向井敏『文章読本』
- 中条省平『文章読本』
- 井上ひさし 『自家製 文章読本』